# Cretohaplusia ortunoi
Cretohaplusia ortunoi är en tvåvingeart som beskrevs av Antonio Arillo och Nel 2000. Cretohaplusia ortunoi ingår i släktet Cretohaplusia och familjen gallmyggor.
Artens utbredningsområde är Spanien. Inga underarter finns listade i Catalogue of Life.